# Stefan Popielawski
Stefan Popielawski (ur. 1880 w Warcie, zm. 16 grudnia 1934 w Łodzi) – polski inżynier chemik, wojewoda białostocki (1920-1924).

## Życiorys
Ukończył gimnazjum w Kaliszu, następnie Wydział Chemiczny Politechniki w Karlsruhe.
W latach 1906-1917 pracował w przedsiębiorstwach tkackich w Łodzi. W 1917 ukończył kurs dla pracowników wyższej administracji przy Uniwersytecie Warszawskim, odbył praktykę w magistracie miasta Łodzi i w urzędzie powiatowym w Brzezinach.
Po odzyskaniu niepodległości przez Polskę od 11 listopada 1918 do 31 grudnia 1919 był starostą powiatu łęczyckiego, a następnie p.o. starosty będzińskiego. Od 3 listopada 1920 do 12 lipca 1924 wojewoda białostocki. Po odejściu z funkcji osiadł ponownie w Łodzi, gdzie zmarł. Pochowany w miejscowości Warta.
Należał do Polskiej Korporacji Akademickiej ZAG Wisła.